# Algoritmo de Euclides estendido

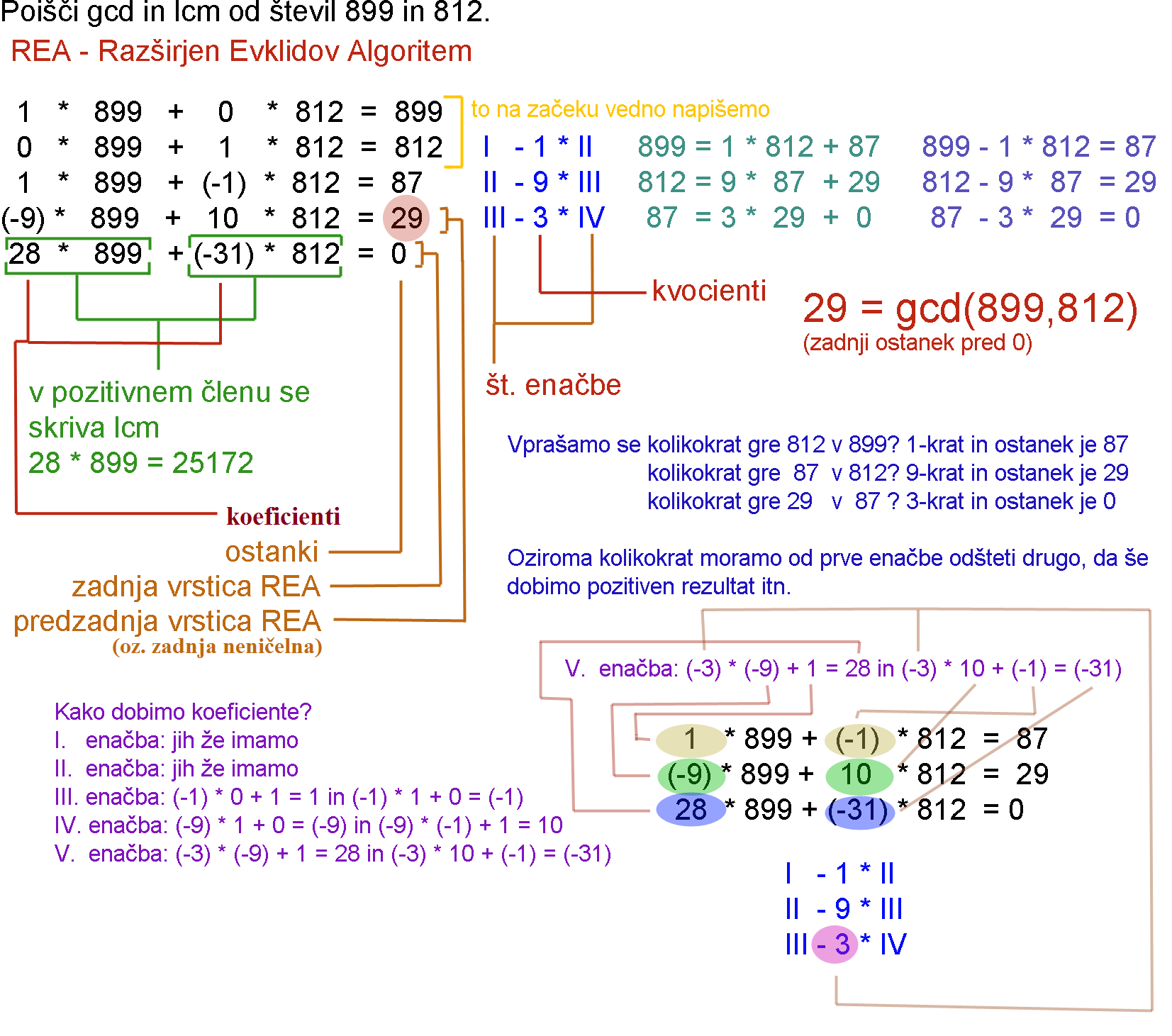
Procedimento de algoritmo euclidiano estendido.

O Algoritmo de Euclides estendido é uma extensão do algoritmo de Euclides, que, além de calcular o máximo divisor comum (MDC) entre {\displaystyle a,b\in \mathbb {Z} ,} fornece os coeficientes {\displaystyle \alpha ,\beta \in \mathbb {Z} } tais que {\displaystyle \alpha a+\beta b=mdc(a,b).}
O algoritmo é utilizado, em especial, para o cálculo de inverso modular. Se {\displaystyle a} e {\displaystyle b} são coprimos, então {\displaystyle \alpha } é o inverso modular de {\displaystyle a} módulo {\displaystyle b} e {\displaystyle \beta } é o inverso modular de {\displaystyle b} módulo {\displaystyle a.} Essa propriedade é amplamente utilizada no estudo em Criptografia, mais especificamente, no processo de quebra de chaves privadas do método de encriptação RSA.

## Entendendo o algoritmo
O Algoritmo de Euclides nos fornece a seguinte propriedade: na k-ésima iteração, vale que
{\displaystyle r_{k+1}=r_{k-1}-r_{k}q_{k}}
em que {\displaystyle q_{k}={\frac {r_{k-1}}{r_{k}}}} é uma divisão inteira.
O algoritmo acaba quando {\displaystyle r_{k+1}=0,} definindo o resto atual como o máximo divisor comum: {\displaystyle r_{k}=MDC(a,b).}
Para estender o algoritmo, queremos também manter a seguinte propriedade:
{\displaystyle r_{k}=au_{k}+bv_{k}}
dessa forma, quando o algoritmo acabar, teremos valores {\displaystyle u_{k}} e {\displaystyle v_{k}} que satisfazem o teorema de Bézout.
Para isso, assuma que nós temos esses valores para a iteração {\displaystyle k} e para a iteração anterior, {\displaystyle k-1:} ou seja, assuma que já temos os valores que satisfazem as duas igualdades a seguir:
{\displaystyle r_{k}=au_{k}+bv_{k}}
e 
{\displaystyle r_{k-1}=au_{k-1}+bv_{k-1}}
então, para o próximo resto, teremos
{\displaystyle {\begin{aligned}r_{k+1}&=r_{k-1}-r_{k}q_{k}\\&=(au_{k-1}+bv_{k-1})-(au_{k}+bv_{k})q_{k}\\&=au_{k-1}-au_{k}q_{k}+bv_{k-1}-bv_{k}q_{k}\\&=a(u_{k-1}-u_{k}q_{k})+b(v_{k-1}-v_{k}q_{k})\\&=au_{k+1}+bv_{k+1}\\\end{aligned}}}
Ou seja, se a igualdade de Bézout vale para a iteração atual do algoritmo e para a iteração anterior, então, ela vale para a próxima e os valores de Bézout são
{\displaystyle u_{k+1}=u_{k-1}-u_{k}q_{k}}
e
{\displaystyle v_{k+1}=v_{k-1}-v_{k}q_{k}}
Perceba que os valores de Bézout também estão sendo totalmente definidos pelos valores das duas últimas iterações do algoritmo.
Dessa forma, para estender o Algoritmo de Euclides original, só precisamos guardar os valores referentes à essas duas sequências ({\displaystyle v_{k}} e {\displaystyle u_{k}}) além da que o original já guarda (a sequência {\displaystyle r_{k}}) e definir valores para que tenhamos igualdades válidas para {\displaystyle k=0} e para {\displaystyle k=1} (já que cada sequência é definida em termos de duas iterações anteriores).
No entanto, definir esses valores é fácil: podemos tomar
{\displaystyle (r_{0},u_{0},v_{0})=(a,1,0),}
o que torna válida a igualdade para {\displaystyle k=0}  (ou seja, {\displaystyle r_{0}=au_{0}+bv_{0}}) e
{\displaystyle (r_{1},u_{1},v_{1})=(b,0,1),}
o que torna válida a igualdade para {\displaystyle k=1}  (ou seja, {\displaystyle r_{1}=au_{1}+bv_{1}})

## Um exemplo
Para encontrar o MDC(120,23) usando o Algoritmo de Euclides, vamos efetuando divisões da seguinte forma:
```
(1)    120/23 = 5 resta 5
(2)    23/5 = 4 resta 3
(3)    5/3 = 1 resta 2
(4)    3/2 = 1 resta 1
(5)    2/1 = 2 resta 0 
```

```
MDC(120,23)
 = 1
```

Levando-se em conta apenas os restos encontrados, pode-se dizer que:
```
(1)     
5 = 1*120 - 5*23

(2)     3 = 1*23 - 4*5   Substituindo o 5 temos
        3 = 1*23 - 4*(1*120 - 5*23)
        
3 = -4*120 + 21*23

(3)     2 = 1*5 - 1*3    Substituindo o valor de 5 e 3 temos
        2 = 1(1*120 - 5*23) - 1(-4*120 + 21*23)
        
2 = 5*120 - 26*23

(4)     1 = 1*3 - 1*2   Novamente substituindo 3 e 2
        1 = 1(-4*120 + 21*23) - 1(5*120 - 26*23)
        
1 = -9*120 + 47*23
```

portanto, x = -9 e y = 47 e temos:
```
MDC(120,23)
 = 

  

    

      

        
120

        
∗

        
(

        
−

        
9

        
)

        
+

        
47

        
∗

        
23

      

    

    
{\displaystyle 120*(-9)+47*23}

  

```

## O algoritmo
Uma implementação do algoritmo em JavaScript:
```
/*********************************************

*  Recebe dois inteiros não negativos a e b

* e devolve um vetor cuja primeira posição

* é o mdc(a,b), a segunda posição é o valor u

* e a terceira o valor v tais que

*   a*u + b*v = mdc(a,b)

**********************************************/

function
 
euclides
 
(
a
,
 
b
){

	
var
 
r
 
=
 
a
;

	
var
 
r1
 
=
 
b
;

	
var
 
u
 
=
 
1
;

	
var
 
v
 
=
 
0
;

	
var
 
u1
 
=
 
0
;

	
var
 
v1
 
=
 
1
;

        
// variáveis auxiliares para efetuar trocas

	
var
 
rs
,
 
us
,
 
vs
,
 
q
;

	
while
 
(
r1
 
!=
 
0
){

		
q
 
=
 
parseInt
 
(
r
 
/
 
r1
);
 
// pega apenas a parte inteira

		
rs
 
=
 
r
;

		
us
 
=
 
u
;

		
vs
 
=
 
v
;

		
r
 
=
 
r1
;

		
u
 
=
 
u1
;

		
v
 
=
 
v1
;

		
r1
 
=
 
rs
 
-
 
q
 
*
r1
;

		
u1
 
=
 
us
 
-
 
q
*
u
;

		
v1
 
=
 
vs
 
-
 
q
*
v1
;

	
}

	
return
 
[
r
,
 
u
,
 
v
];
 
// tais que a*u + b*v = r et r = pgcd (a, b)

}

```